# Marie-Louise Jensen
Marie-Louise Jensen (født 1964) er en dansk/engelsk forfatter.
Hendes debutroman Between two Seas udkom på dansk som Mellem to have i 2009 på forlaget Phabel. Bogen handler om den unge Marianne, der i 1880'erne tager alene fra England til Danmark for at finde den far, hun aldrig har mødt. Den engelske udgave blev i 2008 nomineret til både den irske Glen Dimplex Children’s Book Award 2008 og Waterstone's Children's Book Prize. 
Marie-Louise Jensen bor i den engelske by Bath, hvor hun ved siden af sin forfattergerning hjemmeunderviser sine to drenge. Tidligere har hun studeret tysk og skandinavisk litteratur og sprog og har i perioder været bosat i både Tyskland og Danmark. Mellem to have er hendes første bog på dansk.